# センチュリーシネマ
センチュリーシネマ (Century Cinema) は、愛知県名古屋市中区の名古屋パルコ東館8階にある映画館（ミニシアター）。スターキャット・ケーブルネットワークによって運営されている。2スクリーンを有する。

## 特色
センチュリー1のスクリーンは縦4.4メートル、横10.34メートルである。カフェを併設したロビーは映画鑑賞者以外も出入り自由である。客層は年配女性が中心だが、併設するカフェは若い女性の利用も多い。

## ギャラリー

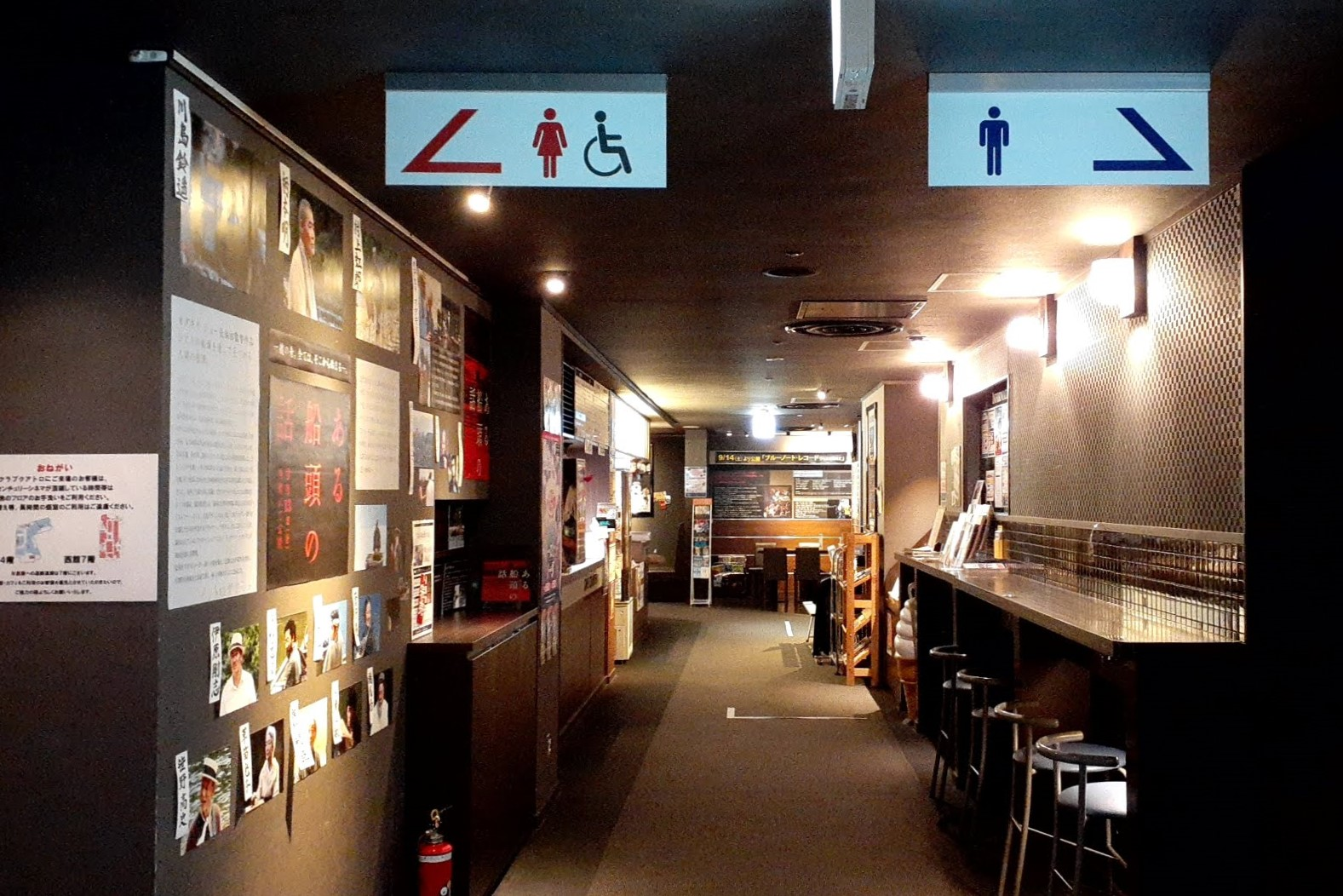
ロビー
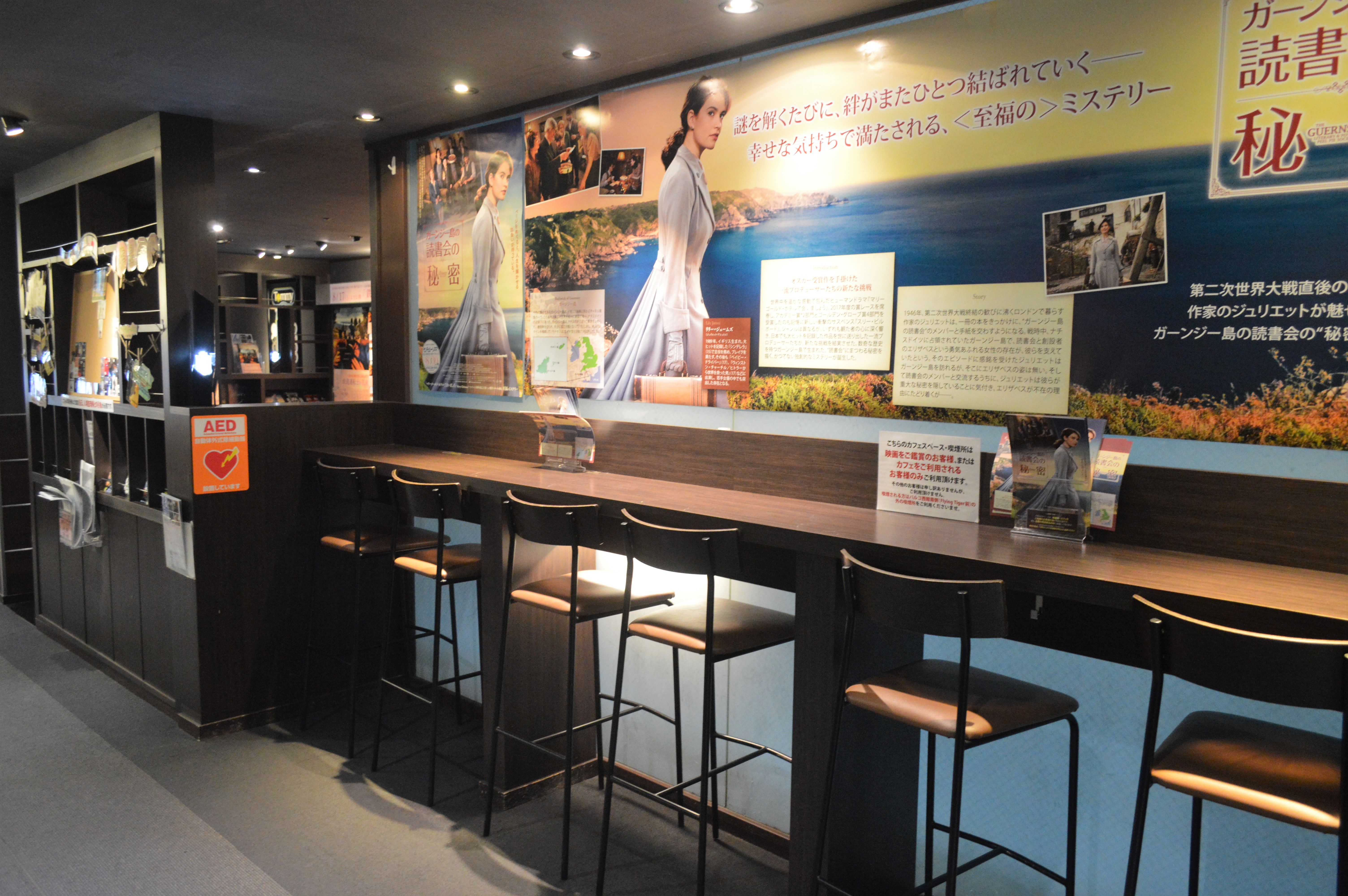
ロビー
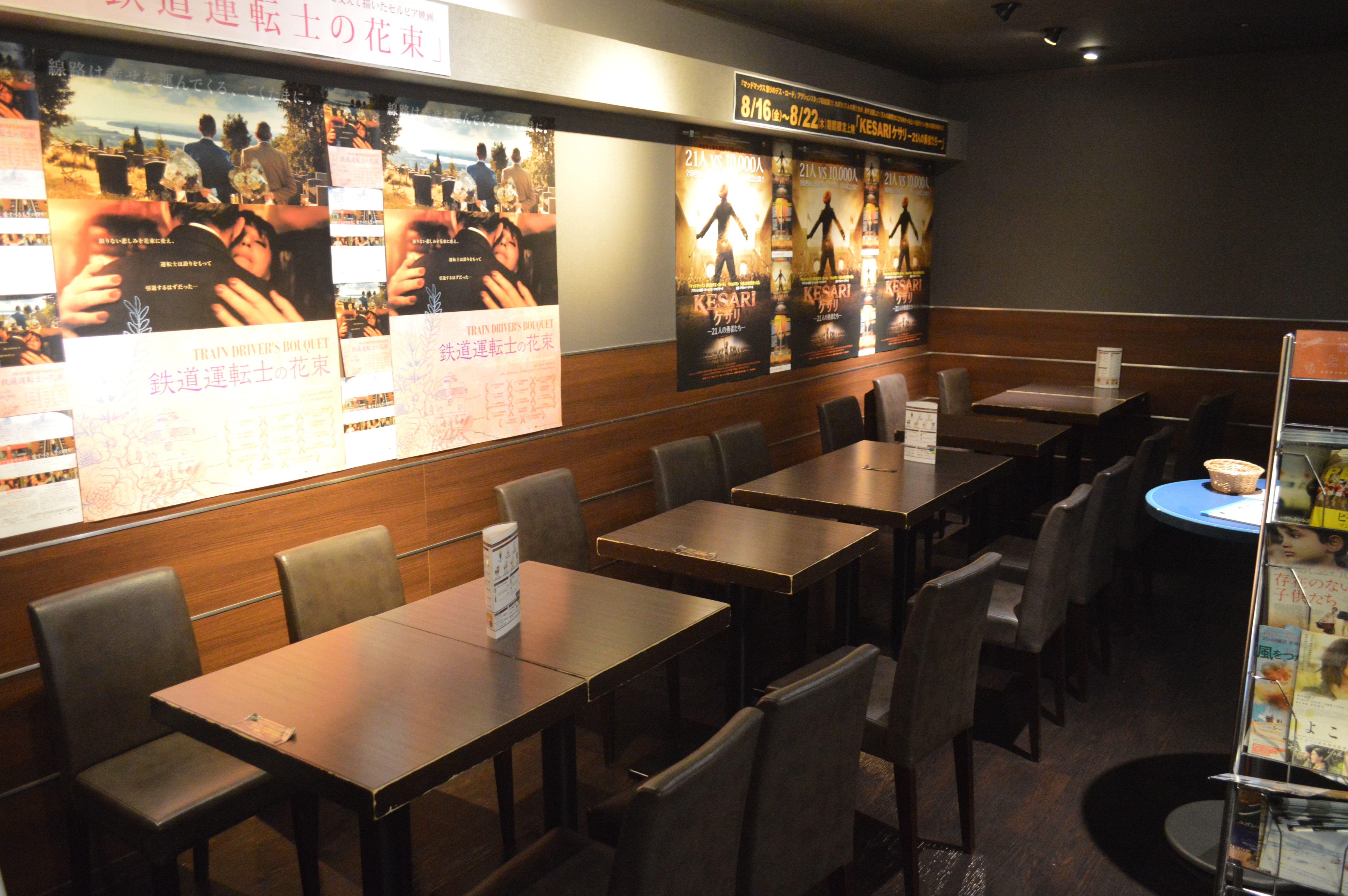
ロビー
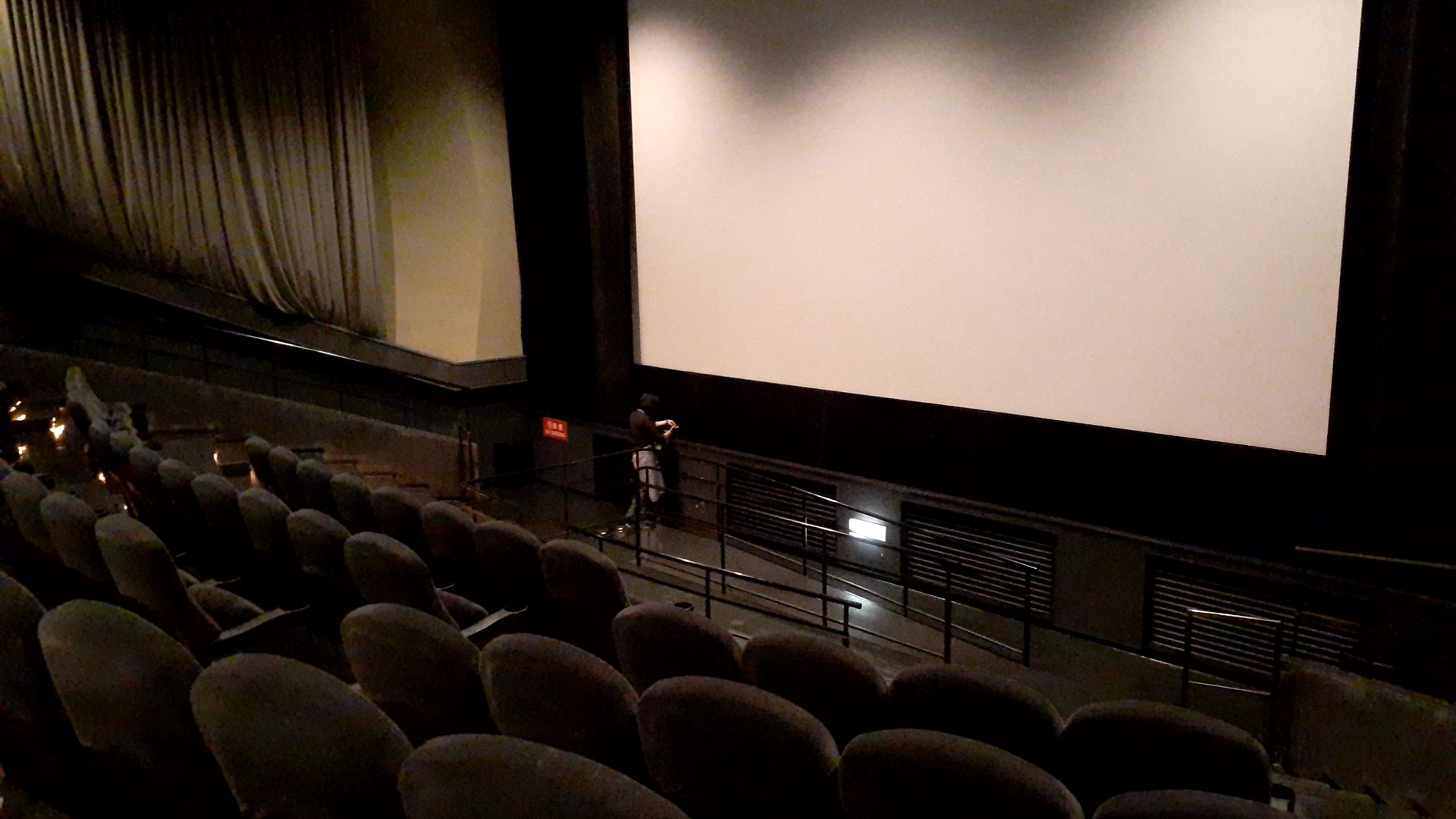
センチュリー1
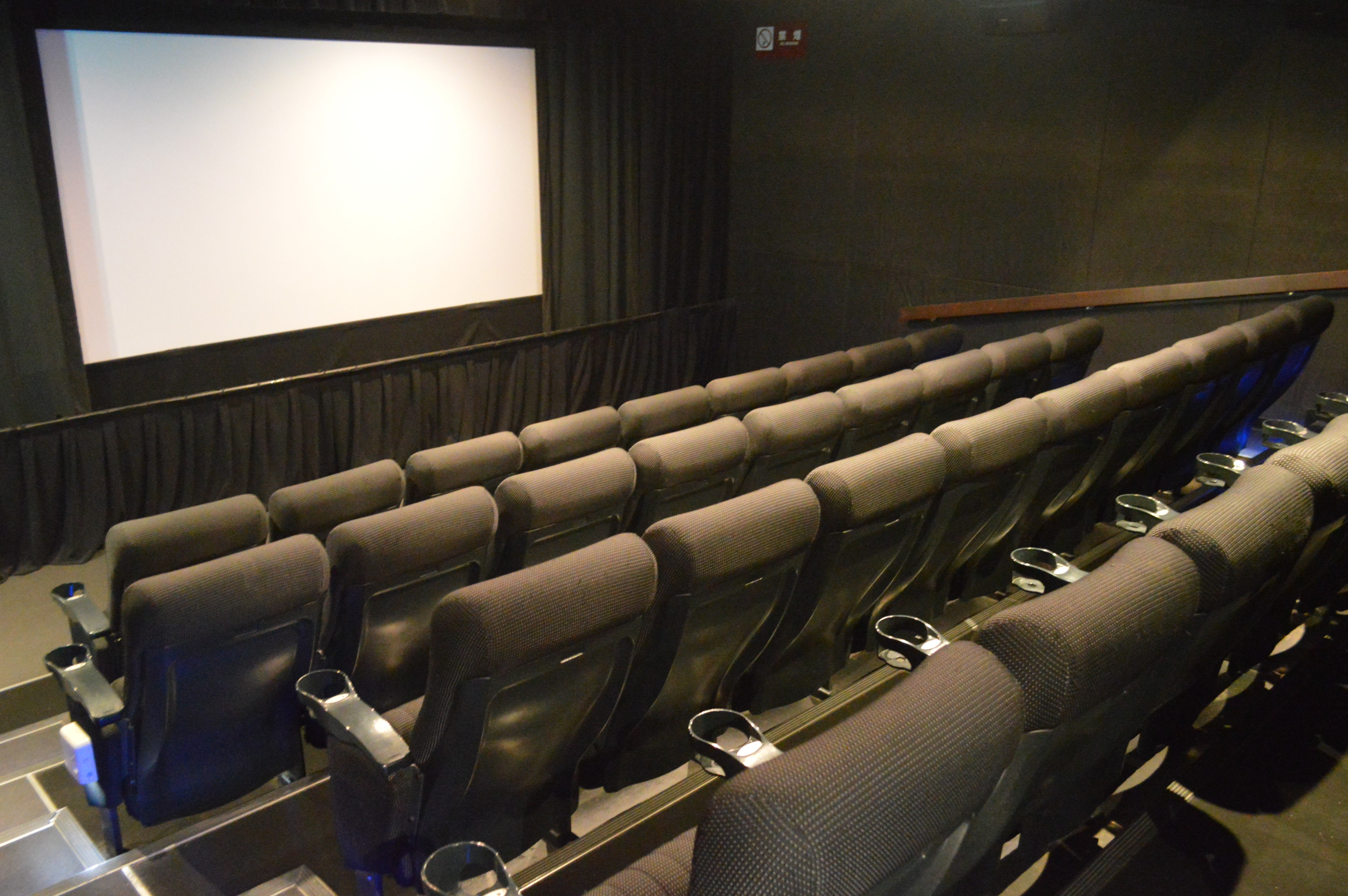
センチュリー2

## 歴史

### アストロドーム
愛知県名古屋市中区栄三丁目（矢場町）にある名古屋パルコは、商業施設が立ち並ぶ名古屋の中心地区の一角にある。1989年（平成元年）6月29日の名古屋パルコ東館の開店とともに、8階に直径20mのアストロドームというプラネタリウムがオープン。実況解説を行う名古屋市科学館のプラネタリウムとは異なり、全自動解説を売りにしていた。プラネタリウムの他にも、映像イベント、ライブやコンサート、ダンスパフォーマンスなどに使用されていた。

### センチュリーシネマ

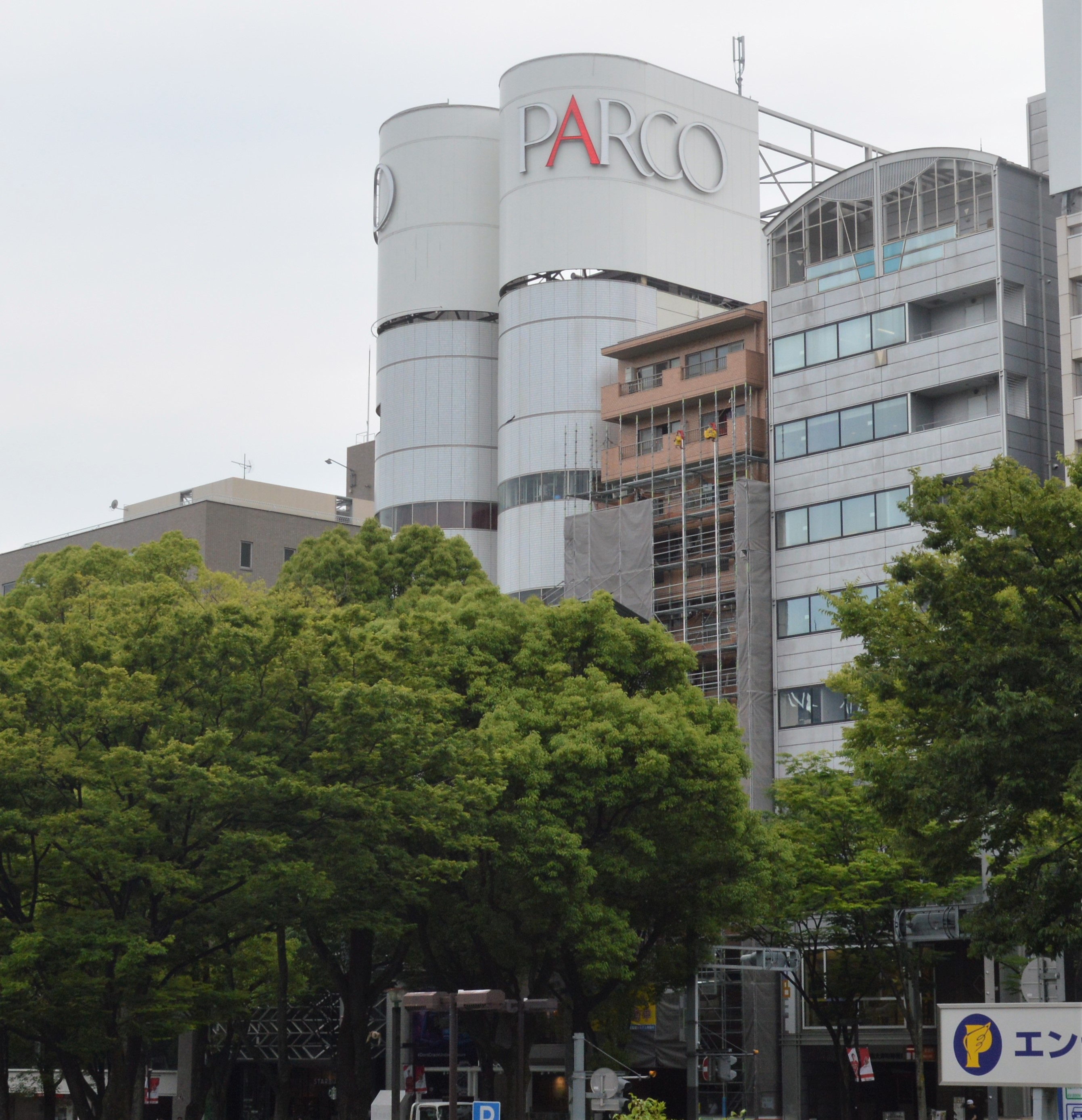
センチュリーシネマが入居する名古屋パルコ東館

アストロドームは2000年（平成12年）10月に営業を終了した。アストロドームの跡地はヘラルドグループによって映画館に改装され、同年12月2日にセンチュリーシネマが開館した。開館当時は160席の1スクリーンのみだった。このホールは勾配のあるスタジアム方式であり、他館の標準的な座席より横幅が5センチ広い、ゆったりとした座席が売りだった。開館当初はロビーにパソコンを18台設置し、飲食代プラス200円で1時間のインターネット利用ができる「メディアラウンジ」があった。
年間5万人の観客、1億円の売り上げを見込んでいた。封切り作品はカンヌ国際映画祭のオープニング作品である『宮廷料理人ヴァテール』。開館直後には『恋の骨折り損』や『リトル・ダンサー』などの作品を上映している。日本中でブームとなった『アメリ』は中部地方では当初センチュリーシネマのみで公開され、2001年（平成13年）から2002年（平成14年）にかけて約半年間のロングラン上映を行った。
2003年（平成15年）12月にはヘラルド・コーポレーションが約300億円の負債を抱え、名古屋地方裁判所に民事再生法の適用を申請した。センチュリーシネマとゴールド劇場・シルバー劇場の運営は、スターキャット・ケーブルネットワークの子会社であるスターキャット・エンタープライズに引き継がれた。
2011年（平成23年）3月、カフェスペースを縮小して45席の2スクリーン目を新設。上映作品はヨーロッパ系の作品が中心だったが、2012年（平成24年）2月にゴールド劇場・シルバー劇場が閉館すると、同映画館で上映されていた作風の作品がセンチュリーシネマに移され、韓国などアジア系の作品などが増加している。

## 基礎情報
- 所在地：愛知県名古屋市中区栄3-29-1 名古屋パルコ東館8階
- アクセス：名古屋市営地下鉄名城線 矢場町駅に直結
- 座席数：センチュリー1 : 154席、センチュリー2 : 45席